# Titanatemnus
Genre
Titanatemnus est un genre de pseudoscorpions de la famille des Atemnidae.

## Distribution
Les espèces de ce genre se rencontrent en Afrique subsaharienne.

## Liste des espèces
Selon Pseudoscorpions of the World (version 3.0) :
- Titanatemnus alluaudi Vachon, 1935
- Titanatemnus chappuisi Beier, 1935
- Titanatemnus congicus Beier, 1932
- Titanatemnus conradti (Tullgren, 1908)
- Titanatemnus coreophilus Beier, 1948
- Titanatemnus equester (With, 1905)
- Titanatemnus gigas Beier, 1932
- Titanatemnus kibwezianus Beier, 1932
- Titanatemnus monardi Vachon, 1935
- Titanatemnus natalensis Beier, 1932
- Titanatemnus orientalis Beier, 1932
- Titanatemnus palmquisti (Tullgren, 1907)
- Titanatemnus regneri Beier, 1932
- Titanatemnus saegeri Beier, 1972
- Titanatemnus serrulatus Beier, 1932
- Titanatemnus similis Beier, 1932
- Titanatemnus sjoestedti (Tullgren, 1901)
- Titanatemnus tanensis Mahnert, 1983
- Titanatemnus tessmanni Beier, 1932
- Titanatemnus thomeensis (Ellingsen, 1906)
- Titanatemnus ugandanus Beier, 1932

## Publication originale
- Beier, 1932 : Revision der Atemnidae (Pseudoscorpionidea). Zoologische Jahrbücher, Abteilung für Systematik, Ökologie und Geographie der Tiere, vol. 62, p. 547-610.